# Yanina Wickmayer
Yanina Wickmayer (Lier, 20 de outubro de 1989) é uma jogadora profissional de tênis da Bélgica.

## Carreira
Em 5 de Novembro de 2009 Yanina Wickmayer (tal como o seu compatriota Xavier Malisse) foi suspensa por 1 ano de todas as competições profissionais por ter faltado a 3 controles anti-doping. Ambos recorreram da decisão final, e sua suspensão foi anulada em 16 de dezembro de 2009.

## WTA finais

### Simples: 9 (3 títulos, 7 vices)
| Campeã – Legenda (pre/pós 2010)              |
| -------------------------------------------- |
| Grand Slam (0–0)                             |
| WTA Tour (0–0)                               |
| Tier I / Premier Mandatory & Premier 5 (0–0) |
| Tier II / Premier (0–0)                      |
| Tier III, IV & V / International (3–6)       |
| WTA 125s torneios (0–1)                      |

| Títulos por Piso |
| ---------------- |
| Duro (2–3)       |
| Grama (0–2)      |
| Saibro (1–1)     |
| Carpete (0–1)    |

| Posição | N. | Data            | Torneio                                          | Piso   | Oponente            | Placar                  |
| ------- | -- | --------------- | ------------------------------------------------ | ------ | ------------------- | ----------------------- |
| Vice    | 1. | 9 Junho 2008    | Aegon Classic, Birmingham, Reino Unido           | Grama  | Kateryna Bondarenko | 6–7(7–9), 6–3, 6–7(4–7) |
| Campeã  | 1. | 8 Maio 2009     | Estoril Open, Estoril, Portugal                  | Saibro | Ekaterina Makarova  | 7–5, 6–2                |
| Vice    | 2. | 20 Junho 2009   | Ordina Open, 's-Hertogenbosch, Holanda           | Grama  | Tamarine Tanasugarn | 3–6, 5–7                |
| Campeã  | 2. | 18 Outubro 2009 | Generali Ladies Linz, Linz, Áustria              | Duro   | Petra Kvitová       | 6–3, 6–4                |
| Campeã  | 3. | 9 Janeiro 2010  | ASB Classic, Auckland, Nova Zelândia             | Duro   | Flavia Pennetta     | 6–3, 6–2                |
| Vice    | 3. | 8 Janeiro 2011  | ASB Classic, Auckland, Nova Zelândia             | Duro   | Gréta Arn           | 3–6, 3–6                |
| Vice    | 4. | 15 Janeiro 2012 | Moorilla Hobart International, Hobart, Austrália | Duro   | Mona Barthel        | 1–6, 2–6                |
| Vice    | 5. | 17 Junho 2012   | Gastein Ladies, Bad Gastein, Áustria             | Saibro | Alizé Cornet        | 5–7, 6–7(1–7)           |
| Vice    | 6. | 6 January 2013  | ASB Classic, Auckland, Nova Zelândia             | Duro   | Agnieszka Radwańska | 4–6, 4–6                |

### WTA 125s finais
| Posição | N. | Data            | Torneio        | Piso        | Oponente            | Placar  |
| ------- | -- | --------------- | -------------- | ----------- | ------------------- | ------- |
| Vice    | 1. | 4 Novembro 2013 | Taipei, Taiwan | Carpete (i) | Alison Van Uytvanck | 6–4 6–2 |

### Duplas: 2 (1 título, 1 vice)
| Campeã – Legenda (pre/pós 2010)              |
| -------------------------------------------- |
| Grand Slam (0–0)                             |
| WTA Tour (0–0)                               |
| Tier I / Premier Mandatory & Premier 5 (0–0) |
| Tier II / Premier (0–0)                      |
| Tier III, IV & V / International (1–1)       |

| Títulos por Piso |
| ---------------- |
| Duro (1–0)       |
| Grama (0–1)      |
| Saibro (0–0)     |
| Carpete (0–0)    |

| Posição | N. | Data            | Torneio                                | Piso     | Parceira           | Oponentes                     | Placar            |
| ------- | -- | --------------- | -------------------------------------- | -------- | ------------------ | ----------------------------- | ----------------- |
| Vice    | 1. | 19 Junho 2009   | Ordina Open, 's-Hertogenbosch, Holanda | Grama    | Michaëlla Krajicek | Sara Errani Flavia Pennetta   | 4–6, 7–5, [11–13] |
| Campeã  | 1. | 20 Outubro 2013 | BGL Luxembourg Open, Luxemburgo        | Duro (i) | Stephanie Vogt     | Kristina Barrois Laura Thorpe | 7–6(7–2), 6–4     |